# Scheurhemd
Een scheurhemd of  scheurjurk is een kledingstuk dat kan worden verstrekt aan een persoon die is geplaatst in een isoleercel. Feitelijk is anti-scheurhemd een betere benaming, want het is de bedoeling dat het kledingstuk dermate dik en sterk is dat het niet kan worden verscheurd, met als doel de repen te gebruiken om zichzelf te verhangen. Een scheurhemd wordt veel gebruikt bij afzonderen in de psychiatrie.

## Vormgeving en materiaal
Het kledingstuk heeft meestal de vorm van een wijde jurk met korte mouwen, wat het op zich al moeilijk maakt delen rond de hals te knopen. Een scheurjurk is meestal gemaakt van dik katoen met extra veel en stevige stiksels. Sommige mensen krijgen het echter voor elkaar ook deze jurken te scheuren, en er zijn dan bovendien jurken op de markt die gemaakt zijn van Kevlar of Dyneema.